# Ensel und Krete
Ensel und Krete – Ein Märchen aus Zamonien, ist ein im Juni 2000 erschienener Roman von Walter Moers. Er spielt, wie auch andere Werke Moers’, auf dem fiktiven Kontinent Zamonien. Vom Autor selbst als Märchenparodie bezeichnet, greift die Geschichte Elemente des Grimmschen Märchens Hänsel und Gretel auf. Protagonisten sind die kindlichen Fhernhachengeschwister Ensel und Krete von Hachen – liebenswürdige und anständige Halbzwerge.
Das Werk steht in der Tradition des Kunstmärchens, denn Moers setzt hier zum ersten Mal die Figur des zamonischen Dichterfürsten Hildegunst von Mythenmetz als vorgeblichen Autor des Buches ein. Dieser tritt insbesondere im Rahmen des fiktiven Stilmittels der Mythenmetzschen Abschweifung als eigenständiger Erzähler hervor.
Moers gibt vor, nur als Übersetzer aus dem Zamonischen zu agieren. Aus dieser Rolle heraus versieht er das angebliche Original mit zahlreichen Abbildungen, fiktiven lexikalischen Erläuterungen und vereinzelten Kommentaren zum Prozess der Übersetzung. Außerdem fügt er der eigentlichen Erzählung Die halbe Biographie des Hildegunst von Mythenmetz an.

## Inhalt

### Märchenhafter Teil
Ensel und Krete spielt im sogenannten Großen Wald Zamoniens. Dieser wurde vor Jahrzehnten von den Buntbären in Teilen bevölkert und zur vorbildlichen Naturkolonie Bauming ausgebaut. Hier verbringt die Familie von Hachen ihre Ferien. Im Zuge der Besiedlung fanden die Bären die Leiche der riesigen Waldspinnenhexe, die sie zu verbrennen versuchten. Dies gelang jedoch nur unvollständig und unter Entwicklung halluzinogener Giftdämpfe. Der Zugang zu diesem unzivilisierten Teil des Waldes, in dem das Gift noch verbreitet ist und sogar die Vegetation verändert hat, wird daher verboten.
Die beiden Kinder, der Junge Ensel und seine Schwester Krete, verirren sich eines Tages in ebendiesem Bereich des Forstes. Sie begegnen einem Stollentroll, der vorgibt, ihnen helfen zu wollen, sie aber vorsätzlich in die falsche Richtung schickt. Auf ihrem Irrweg wecken sie versehentlich einen Laubwolf, ein gefährliches Raubtier, das sich anschickt, sie zu fressen. Im letzten Moment werden sie von Bären in Tarnkleidung gerettet, die sich als Geheimförster vorstellen. Sie bringen die Kinder zum Bürgermeister Baumings, der die beiden als Helden darstellt, die den Laubwolf erlegt haben. Sie werden bejubelt und gefeiert. Die Szenerie nimmt jedoch plötzlich bizarre Züge an und Ensel und Krete erwachen aus ihrer Halluzination. Sie befinden sich an der Stelle des Waldes, an der die Waldspinnenhexe verbrannt wurde und die alle Buntbären bis auf den tapferen Boris Boris meiden und schon immer gemieden haben.
Sie fliehen und geraten dabei in immer tiefere Bereiche des Waldes. Sie begegnen einem Wesen mit Spitzhut, das scheinbar mit Tierstimmen spricht und das sie für eine Hexe halten, können aber entkommen. Sie entdecken einen geschmolzenen Meteoriten mit telepathischen Kräften, aus dem vor langer Zeit die Waldspinnenhexe entstieg. Dort begegnen sie auch dem Stollentroll erneut, der ihnen abermals den Weg weisen will. Voller Misstrauen gehen sie aber in die entgegengesetzte Richtung, die sich abermals als die falsche herausstellt. Flora und Fauna nehmen zunehmend surreale Formen an. Farben und Formen wirken unnatürlich, die Pflanzen einer Wiese entpuppen sich als groteske, weinende Mischwesen. Sie stoßen auf die uralten, mit dem Boden verwachsenen Sternenstauner, die sie zu überreden versuchen, sich der Hexe zu opfern, die im Wald ihr Unwesen treibt. Darin sehen sie eine Chance, im Wald wieder ruhigere Verhältnisse einkehren zu lassen. Empört laufen die Kinder weiter. Dabei gerät Krete in ein potentiell tödliches Treibgrasfeld. Ensel gelingt nur mit Hilfe einer sprechenden Orchidee, die er als Gegenleistung in eine schönere Umgebung zu verpflanzen verspricht, sie zu retten.
Sie graben die Orchidee aus und diese führt sie weiter. Währenddessen werden sie Zeugen, wie die Hexe mittels ihres Gesangs kleine Waldtiere tötet und ihre Seelen raubt. Die Pflanze weist ihnen weiter den Weg und sie geraten in normaler anmutende Bereiche des Waldes. Als sie schließlich eine kleine Lichtung mit Bachlauf und Haus entdecken, besteht die Blume darauf, eingepflanzt zu werden. Ensel und Krete, zuerst verunsichert, beschließen ihrerseits, das Haus zu erkunden. Kaum haben sie es betreten, verschließt sich dieses jedoch und beginnt sich mit Magensäften zu füllen. Es handelt sich um eine der Gestalten der Hexe, die so ihre Seelen aufzusaugen versucht. 
Ihnen zur Hilfe eilt ein Buntbär, der einen Pilz auf dem Kopf trägt und sich als das Wesen mit den Tierstimmen herausstellt, vor dem sie zu Beginn flüchteten. Es handelt sich um den Bären Boris Boris, der durch Verzehr der giftigen Hexenhutpilze den Verstand verlor, nun im Wald lebt und einen Feldzug der Tiere gegen die Hexe anführt. Den Waldtieren gelingt es mit der Hilfe der befreiten, noch nicht verdauten Tierseelen, die Hexe schwer zu verletzen; das Haus versinkt im Boden. Boris, der nach eigenen Angaben den Weg kennt, macht sich gemeinsam mit den Geschwistern auf nach Bauming.

### Biographischer Teil
Nach dem Ende der eigentlichen Geschichte schließt Moers einen Abschnitt mit weiteren Informationen über den fiktiven Autor an. Dieser trägt den Titel Von der Lindwurmfeste zum Bloxberg – Die halbe Biographie des Hildegunst von Mythenmetz. In Form von Fußnoten sind zahlreiche erfundene Sekundärliteratur-Werke als Quellen angeführt.
Mythenmetz wurde in der Lindwurmfeste geboren und aufgezogen. Dort erlebte er mehrfache Belagerungen, die er in späteren Werken thematisierte. Nachdem er die Feste verlassen hatte, wanderte er mehrere Jahre durch Zamonien und erkundete unter anderem die Untoten-Stadt Dullsgard. Im Folgenden lebte er viele Jahre in Gralsund, wo er die dort befindliche Universitätsbibliothek komplett las. In dieser Zeit verfasste er unter anderem das Gedicht Die Finsterbergmade, welches später große Bekanntheit erlangte. Er freundete sich mit seinem Dichterkollegen Horken Smö an, mit dem er vielfältige literarische und politische Anschauungen teilte. Über ein Zerwürfnis forderte Smö Mythenmetz allerdings eines Tages zum Duell, was ihn veranlasste, aus Gralsund zu flüchten. 
Er verdiente Geld durch den Betrug mit gefälschten Liebesbriefen angeblicher Helden an adelige Frauen. Diese Schriftstücke wurden später als Heroiden bekannt und sind für ihre außerordentlichen romantischen Qualitäten berüchtigt. Nach der Abkehr von jeglichen kriminellen Tätigkeiten verliert sich seine Spur für eine Weile. Mythenmetz selbst spricht von einem Jahr des Hungerfastens, während er seinen Roman Das Nattifftoffenhaus verfasste, welcher ihm zu weitläufiger Bekanntheit verhalf.
Ein reicher Ölfabrikant wurde so auf ihn aufmerksam, gewährte ihm Kost und Logis und zahlte ihm ein stattliches Taschengeld. Im Gegenzug verpflichtete sich Mythenmetz in seinen nächsten Romanen, die Produkte des Geschäftsmannes zu bewerben. Bereits zu diesem Zeitpunkt waren seine Werke Zielscheibe scharfer Kritik seines späteren Erzfeindes, des Literaturkritikers Laptantidel Latuda.
Beflügelt von seinem Erfolg entwickelte der immer noch junge Schriftsteller zunehmend bizarre Allüren. Auf dem Höhepunkt dieser Phase gelangte er zu der Überzeugung, seine neuen Werke von überirdischen Mächten eingeflüstert zu bekommen; sie alle handelten von Seegurken und Fellreinigung. Später stellte sich heraus, dass er lediglich mittels eines falsch angebrachten Lüftungssystems Gespräche der benachbarten Seegurkenfabrik mithören konnte, was ihn zum Gespött der Allgemeinheit machte.
Um dem zu entgehen, zog er sich ins Exil nach Florinth zurück. Unter mysteriösen Umständen, angeblich einem Dimensionslochsturz, änderte sich seine Einstellung. Er suchte erneut Nähe zur Literaturbranche, lernte dort seine zukünftige Frau Yette kennen und verfasste zahlreiche meisterliche Werke, unter anderem Der sprechende Ofen, in dem er die Schwierigkeiten seiner eigenen Beziehung verarbeitete. Wenig später ließ er sich scheiden und heiratete ein junges Mädchen. Diese Ehe zerbrach aber ebenfalls.
Die kommenden hundert Jahre bescherten ihm anhaltenden Erfolg. Im Folgenden begann er jedoch mit zunehmend profanen und bizarren Stilmitteln zu experimentieren, was bei der Leserschaft auf wenig Verständnis stieß – ebenso wie seine pseudowissenschaftlichen Werke, die mit viel Häme bedacht wurden.
Für fünfundsiebzig Jahre verschwand Mythenmetz, nichts als Gerüchte über angebliche Sichtungen blieben zurück. Wahrscheinlich bereiste er in dieser Zeit erneut Zamonien und anschließend auch den geheimnisumwitterten und weitgehend unerforschten Kontinent Yhôll. Diesem widmete er nach seiner plötzlichen Rückkehr einen zehntausendseitigen Roman, was eine neuerliche Periode literarischer Meisterleistungen einläutete.
Erschrocken von der Erkenntnis, dass es für ihn keine neuen Herausforderungen mehr gab und sich seine Situation von nun an nur verschlechtern konnte, bestieg er am letzten Tag seines vierhundertneunundneunzigsten Lebensjahres den Bloxberg und wurde für weitere 99 Jahre nicht gesehen.
Das Buch endet mit dem Hinweis, dass Mythenmetz’ weiteres Leben nur im Rahmen wesentlich umfangreicherer Texte erörtert werden könne.

## Erzählebenen
Moers arbeitet in Ensel und Krete mit verschiedenen Erzählebenen. Neben der eigentlichen Märchenbearbeitung setzt er als Erzähler die Autorfigur Hildegunst von Mythenmetz ein, der wiederum einerseits den erzählten Text kommentiert und reflektiert, andererseits sein eigenes Leben zum Thema des Erzählens macht. Eine dritte Ebene stellen die Kommentare zum angeblichen Prozess der Übersetzung dar, sowie der biographische Abschnitt über Mythenmetz’ Leben, die Moers an das ursprüngliche Manuskript angefügt haben will.

### Ebene I: Märchenhandlung
Die erste Ebene stellt die eigentliche Märchenhandlung dar. Auch innerhalb dieser arbeitet Moers mit verschiedenen Bewusstseinszuständen der Protagonisten. Die Giftpilze, die im großen Wald wachsen, verursachen ihnen Halluzinationen, die sich erst nach einiger Zeit als solche herausstellen. Außerdem stoßen sie auf einen telepathisch begabten See, der ihm, als Ensel sein Wasser berührt, Visionen einer Reise durchs Weltall zeigt.

### Ebene II: DieMythenmetzsche Abschweifung
Eine weitere Erzählebene kommt durch die Mythenmetzsche Abschweifung hinzu. Diese ist ein literarisches Stilmittel, das Moers’ Figur Hildegunst von Mythenmetz angeblich für sein Werk Ensel und Krete erfunden hat. Sie erlaubt dem Autor – ein Begriff, der an dieser Stelle sowohl Mythenmetz als auch Moers bezeichnen kann –, den Erzählfluss seiner Geschichte zu unterbrechen und entweder zu einem ganz anderen Thema abzuschweifen, um dann unvermittelt mit der Geschichte fortzufahren, oder seine eigenen literarischen Techniken zu reflektieren, um dadurch seine Leistung als Autor hervorzuheben.

„Darf ich an dieser Stelle einmal auf meine schriftstellerische Raffinesse hinweisen? Natürlich darf ich das, innerhalb einer Mythenmetzschen Abschweifung darf ich alles.“

Es handelt sich um eine Spielart der Metafiktion, ein typisches Stilmittel postmoderner Literatur, welches jedoch schon vor deutlich längerer Zeit Verwendung fand. Auf diese Weise wird der Erzählung eine scheinbar realere Ebene übergeordnet. Moers nutzt sie als Möglichkeit, die Figur des Hildegunst von Mythenmetz plastisch zu inszenieren. Dies ergänzt die rein informativen biographischen Darstellungen im zweiten Teil des Buches. Das Thema der Mythenmetzschen Abschweifung wird im fünften Zamonien-Roman Der Schrecksenmeister erneut aufgegriffen.

### Ebene III: Biographischer Teil
Als letzte Erzählinstanz installiert Moers sich selbst, indem er sich als der Übersetzer von Mythenmetz’ Werk ausgibt und der Geschichte einen biographischen Teil anfügt. Stil und Präsentation erinnern hierbei an eine wissenschaftliche Abhandlung. So sind beispielsweise erfundene Quellenangaben in Form von Fußnoten beigefügt.

„Er nahm das Monokel ab, um mich nicht zu sehen - Arroganz als Stilmittel in Leben und Werk des Hildegunst von Mythenmetz, von Ropert von der Hö, Irrlicht-Verlag, Florinth“

Des Weiteren sind bereits im Verlauf der eigentlichen Handlung Anmerkungen vorhanden. Es handelt sich entweder um die Erläuterung in Form von fingierten Lexikoneinträgen zu einzelnen Elementen der Geschichte oder um Anmerkungen Moers’ selbst, in denen er die Besonderheiten oder Probleme des angeblichen Übersetzungsprozesses thematisiert.

## Intertextualität
Die Zamonien-Romane Moers’ weisen zahlreiche Anspielungen auf andere literarische Werke auf, sind aber auch untereinander durch gemeinsame Elemente verbunden. 
Ensel und Krete greift viele typische Märchenmotive auf. Ebenso wie der Titel spielt auch die von den Kindern gelegte Spur aus Himbeeren und die Figur der Hexe auf das Märchen Hänsel und Gretel an. Das Buch bedient sich außerdem verschiedener Elemente, die bereits im Vorgängerroman Die 13½ Leben des Käpt’n Blaubär etabliert wurden.  Dieser endet mit dem Aufbau einer Siedlung der Buntbären im Großen Wald, die wiederum einen der Handlungsorte von Ensel und Krete darstellt.

„Der Große Wald wurde bald wieder zu einer der touristischen Attraktionen Zamoniens, beliebt wegen seiner romantischen Gasthäuser, in denen die Tiere des Waldes aus und ein gingen und man von Buntbären paradiesisch bekocht wurde.“

Neben den Buntbären werden weitere zamonische Daseinsformen übernommen, so etwa der Stollentroll als Antagonist, die Waldspinnenhexe, die Fhernhachen selbst, sowie die Figur des Hildegunst von Mythenmetz.
Ebenso finden sich, wie im vorangegangenen Roman, Einschübe aus dem fiktiven Nachschlagewerk Lexikon der erklärungsbedürftigen Wunder, Daseinsformen und Phänomene Zamoniens und Umgebung von Prof. Dr. Abdul Nachtigaller, hier in Form von Fußnoten. Die Lexikoneinträge zu identischen Lemmata sind wörtlich übernommen.
Der Blaubär selbst taucht – wenngleich nicht namentlich genannt – im zweiten Roman ebenfalls auf, wenn Mythenmetz einen Lügengladiator in Atlantis erwähnt, der das Happy End in die zamonische Dichtkunst eingeführt habe.

„Ich habe gerüchteweise von einem atlantischen Lügengladiator gehört, der seiner Geschichte einen glücklichen Ausgang gegeben hat und dafür von seinem Publikum auf Händen getragen wurde. Nun haben Vorträge von Lügengladiatoren herzlich wenig mit zamonischer Literatur zu tun, aber man sollte seine Augen vor den Zeichen der Zeit nicht verschließen.“

## Rezeption
Die Kritik nahm Ensel und Krete überwiegend positiv auf. Heike Byn lobte in der Frankfurter Rundschau den Witz und Ideenreichtum des Buches, stellte aber in Frage, ob die Qualität an die des Vorgängerromans heranreiche. Christoph Siemes stellte in seiner Rezension in der  Zeit die geschickte Nutzung verschiedener Erzählperspektiven heraus.
Uneinigkeit besteht über die Kindertauglichkeit des Buches. Während die beiden obigen Rezensenten ihm auch Kinder- und Jugendbuchqualitäten zusprechen, sah Jenni Zylka in ihrer Buchbesprechung in der Tageszeitung es als an eine erwachsene Zielgruppe gerichtet.

## Theater
Das Landestheater Tübingen setzte das Buch in einer Bearbeitung durch Michael Miensopust als Theaterstück von etwa 135 Minuten um. Die Uraufführung fand am 12. November 2010 statt.

## Textausgaben
- Ensel und Krete – Ein Märchen aus Zamonien von Hildegunst von Mythenmetz. Eichborn Verlag, Frankfurt a. M. 2000, ISBN 3821829494 (gebundene Ausgabe).
- Ensel und Krete – Ein Märchen aus Zamonien von Hildegunst von Mythenmetz. Eichborn Verlag, Frankfurt a. M. 2000, ISBN 3821851287 (gebundene Luxusausgabe).
- Ensel und Krete. Eichborn Verlag, München 2001, ISBN 3821851643 (Hörbuch, gelesen von Dirk Bach).
- Ensel und Krete – Ein Märchen aus Zamonien von Hildegunst von Mythenmetz. Goldmann Verlag, München 2002, ISBN 3442450179 (Taschenbuch-Ausgabe).

## Sekundärliteratur
- Hans-Edwin Friedrich: Was ist ein Märchen aus Zamonien? Zu „Ensel und Krete“ von Walter Moers. In: Walter Moers’ Zamonien-Romane. Vermessungen eines fiktionalen Kontinents. V&R unipress, Göttingen 2011, S. 193–213.
- Katja Pawlik: Von Atlantis bis Zamonien, von Menippos bis Moers: Die Zamonien-Romane Walter Moers’ im Kontext der menippeischen Satire. Dissertation. Königshausen & Neumann, Würzburg 2016, ISBN 978-3-8260-5899-8.
- Ninon Franziska Thiem: Auf Abwegen. Von (para-)textuellen Abschweifungen in Walter Moers’ „Ensel und Krete“. In: Walter Moers’ Zamonien-Romane. 2011, S. 215–232.
- Mareike Wegner: »Wissen ist Nacht!«. Parodistische Verfahren in Walter Moers’ Zamonien-Romanen und in „Wilde Reise durch die Nacht“. Aisthesis Verlag, Bielefeld 2016, ISBN 978-3-8498-1137-2.